# Reichstagswahlkreis Regierungsbezirk Wiesbaden 2

Die Wahlkreisaufteilung des Deutschen Reichs.

Der Reichstagswahlkreis Regierungsbezirk Wiesbaden 2 (in der reichsweiten Durchnummerierung auch Reichstagswahlkreis 188; auch Reichstagswahlkreis Stadt Wiesbaden genannt) war der zweite Reichstagswahlkreis im Regierungsbezirk Wiesbaden der preußischen Provinz Hessen-Nassau für die Reichstagswahlen im Deutschen Reich und im Norddeutschen Bund von 1867 bis 1918.

## Wahlkreiszuschnitt
Er umfasste die ehemaligen nassauischen Ämter Eltville, Langenschwalbach, Rüdesheim, Wehen, Wiesbaden und die Stadt Wiesbaden (also den Kreisen Untertaunus, Teilen des Rheingaukreis und der kreisfreien Stadt Wiesbaden).
Es handelte sich um einen stark umkämpften Wahlkreis, der meist in Stichwahlen entschieden wurde.
| Jahr | Einwohner |
| ---- | --------- |
| 1890 | 148.304   |
| 1895 | 162.653   |
| 1900 | 182.566   |
| 1905 | 208.653   |
| 1910 | 221.505   |

|      | Landwirtschaft | Industrie und Gewerbe | Handel und Dienstleistungen |
| ---- | -------------- | --------------------- | --------------------------- |
| 1895 | 27,1           | 38,0                  | 34,9                        |
| 1907 | 22,2           | 40,8                  | 37,0                        |

|      | Evangelisch | Katholisch |
| ---- | ----------- | ---------- |
| 1890 | 56,6        | 40,4       |
| 1905 | 57,3        | 39,8       |
| 1910 | 57,6        | 39,6       |

## Abgeordnete
| Wahl                                 | Abgeordneter      | Partei | Bild |
| ------------------------------------ | ----------------- | ------ | ---- |
| Reichstagswahl Februar 1867 bis 1871 | Karl Braun        | NLP    |      |
| Reichstagswahl 1871 bis 1893         | Friedrich Schenck | DFP    |      |
| Reichstagswahl 1893 bis 1897         | Rudolph Koepp     | FrVg   |      |
| Ersatzwahl 1897 bis 1901             | Louis Wintermeyer | FrVg   |      |
| Ersatzwahl 1901 bis 1903             | Hans Crüger       | FrVg   | 0    |
| Reichstagswahl 1903                  | Eduard Bartling   | NLP    |      |
| Reichstagswahl 1907                  | Gustav Lehmann    | SPD    |      |
| Reichstagswahl 1912                  | Eduard Bartling   | NLP    |      |

## Wahlen

### 1867 (Februar)
Es fand nur ein Wahlgang statt. Die Zahl der abgegebenen Stimmen betrug 11.174.
| Kandidat                                        | Partei                     | Stimmen | in %   | Anmerkungen                                                          |
| ----------------------------------------------- | -------------------------- | ------- | ------ | -------------------------------------------------------------------- |
| Karl Braun                                      | NL                         | 7879    | 70,5 % | 0                                                                    |
| Friedrich Wilhelm Schepp                        | Alt-nassauisch konservativ | 2805    | 25,1 % | Staatsrat und Präsident des Appellations- und Hofgerichtes Wiesbaden |
| Franz Freiherr Preuschen von und zu Lieberstein | Konservative               | 277     | 2,5 %  | Oberappellationsgerichtsrat                                          |
| Andere                                          | 0                          | ca. 213 | 1,9 %  | 0                                                                    |

### 1867 (August)
Es fand nur ein Wahlgang statt. Die Zahl der abgegebenen Stimmen betrug 5877. Davon waren 5869 gültige Stimmen.
| Kandidat                                        | Partei       | Stimmen | in %   | Anmerkungen                 |
| ----------------------------------------------- | ------------ | ------- | ------ | --------------------------- |
| Karl Braun                                      | NL           | 4859    | 82,8 % | 0                           |
| Franz Freiherr Preuschen von und zu Lieberstein | Konservative | 536     | 9,1 %  | Oberappellationsgerichtsrat |
| Friedrich Rath                                  | gouv.        | 376     | 6,4 %  | Amtmann, Landrat            |
| Andere                                          | 0            | 98      | 1,7 %  | 0                           |

### 1871
Es fanden zwei Wahlgänge statt. Die Zahl der abgegebenen Stimmen betrug im ersten Wahlgang 10.239, die Wahlbeteiligung 51,6 %. 10.174 Stimmen waren gültig.
| Kandidat          | Partei  | Stimmen | in %   | Anmerkungen    |
| ----------------- | ------- | ------- | ------ | -------------- |
| Friedrich Schenck | DFP     | 3438    | 38,8 % | 0              |
| Adolf Tilmann     | Zentrum | 3951    | 38,8 % | Forstinspektor |
| Karl Braun        | NLP     | 2730    | 26,8 % | 0              |
| Sonstige          | 0       | 55      | 0,5 %  | 0              |

Die Zahl der gültigen abgegebenen Stimmen betrug in der Stichwahl 13.496, die Wahlbeteiligung ca. 68 %.
| Kandidat          | Partei  | Stimmen | in %   | Anmerkungen    |
| ----------------- | ------- | ------- | ------ | -------------- |
| Friedrich Schenck | DFP     | 9097    | 67,4 % | 0              |
| Adolf Tilmann     | Zentrum | 4399    | 32,6 % | Forstinspektor |

### 1874
Es fand nur ein Wahlgang statt. Die Zahl der Wahlberechtigten betrug 22.501, die Zahl der abgegebenen Stimmen betrug 16.059, die Wahlbeteiligung 71,4 %. 16.032 Stimmen waren gültig.
| Kandidat                             | Partei  | Stimmen | in %   | Anmerkungen                                           |
| ------------------------------------ | ------- | ------- | ------ | ----------------------------------------------------- |
| Hermann Schulze-Delitzsch            | DFP     | 11.062  | 69,0 % | 0                                                     |
| Philipp Freiherr Wambolt von Umstadt | Zentrum | 4605    | 28,7 % | Gutsbesitzer                                          |
| J. M. Hirsch                         | SPD     | 342     | 2,1    | J. M. Hirsch war Lasalleaner und Buchhalter in Winkel |
| Sonstige                             | 0       | 23      | 0,1 %  | 0                                                     |

### 1877
Es fand 1877 nur ein Wahlgang statt. Die Zahl der Wahlberechtigten betrug 24.161, die Zahl der abgegebenen Stimmen betrug 15.219, die Wahlbeteiligung 63,0 %. 15.199 Stimmen waren gültig.
| Kandidat                  | Partei  | Stimmen | in %   | Anmerkungen                                 |
| ------------------------- | ------- | ------- | ------ | ------------------------------------------- |
| Hermann Schulze-Delitzsch | DFP     | 9632    | 63,4 % | 0                                           |
| Nicola Racké              | Zentrum | 4771    | 31,4 % | Kaufmann in Mainz                           |
| Christian Schlichter      | NLP     | 439     | 2,9 %  | Oberamtsrichter, 1. Bürgermeister von Mainz |
| Johann Jacoby             | SPD     | 344     | 2,3 %  | Jacobi war Dr. med in Königsberg            |
| Sonstige                  | 0       | 13      | 0,1 %  | 0                                           |

### 1878
Es fand nur ein Wahlgang statt. Die Zahl der Wahlberechtigten betrug 25.372, die Zahl der abgegebenen Stimmen betrug 18.036, die Wahlbeteiligung 71,1 %. 17.982 Stimmen waren gültig.
| Kandidat                  | Partei  | Stimmen | in %   | Anmerkungen |
| ------------------------- | ------- | ------- | ------ | --- |
| Hermann Schulze-Delitzsch | DFP     | 10.557  | 58,7 % | 0 |
| Nicola Racké              | Zentrum | 5129    | 28,5 % | Kaufmann in Mainz |
| Friedrich von Reichenau   | NLP     | 1853    | 10,3 % | (* 1823 in Wiesbaden, † 1901 ebenda) 1861 Hof- und Appelationsgerichtsrat in Wiesbaden, 1867 kgl. Pr. Regierungsrat in Wiesbaden, 1886 Verwaltungsgerichtsdirektor Wiesbaden, 1900 Ruhestand |
| Wilhelm Liebknecht        | SPD     | 436     | 2,4 %  | |
| Sonstige                  | 0       | 7       | 0,1 %  | 0 |

### 1881
1881 fand ein Wahlgang statt. Die Zahl der Wahlberechtigten betrug 25.464, die Zahl der abgegebenen Stimmen betrug 16.903, die Wahlbeteiligung 66,4 %. 16.855 Stimmen waren gültig.
| Kandidat                  | Partei      | Stimmen | in %   | Anmerkungen                       |
| ------------------------- | ----------- | ------- | ------ | --------------------------------- |
| Hermann Schulze-Delitzsch | DFP         | 10.291  | 61,0 % | 0                                 |
| Dr. phil Weil             | Zentrum     | 4125    | 24,5 % | aus Kiedrich                      |
| Reinhold von Werner       | Konservativ | 1805    | 10,7 % | Schriftsteller zu Seekriegsfragen |
| Wilhelm Liebknecht        | SPD         | 616     | 3,7 %  |                                   |
| Sonstige                  | 0           | 18      | 0,1 %  | 0                                 |

### 1883
Bei der Ergänzungswahl am 6. August 1883 fand ein Wahlgang statt. Die Zahl der Wahlberechtigten betrug 26.062, die Zahl der abgegebenen Stimmen betrug 12.536, die Wahlbeteiligung 48,1 %. 12.509 Stimmen waren gültig.
| Kandidat                              | Partei      | Stimmen | in %   | Anmerkungen                             |
| ------------------------------------- | ----------- | ------- | ------ | --------------------------------------- |
| Friedrich Schenck                     | DFP         | 7014    | 56,1 % | 0                                       |
| Wilhelm Freiherr Spies von Büllesheim | Zentrum     | 3250    | 26,0 % | königlich preußischer Rittmeister a. D. |
| Reinhold Werner                       | Konservativ | 886     | 7,1 %  | Schriftsteller zu Seekriegsfragen       |
| Franz Jöst                            | SPD         | 1338    | 10,7 % |                                         |
| Sonstige                              | 0           | 21      | 0,1 %  | 0                                       |

### 1884
1884 fanden zwei Wahlgänge statt. Im ersten Wahlgang betrug die Zahl der Wahlberechtigten 26.772, die Zahl der abgegebenen Stimmen 16.223 und die Wahlbeteiligung 60,6 %. 16.190 Stimmen waren gültig.
| Kandidat           | Partei             | Stimmen | in %   | Anmerkungen                             |
| ------------------ | ------------------ | ------- | ------ | --------------------------------------- |
| Friedrich Schenck  | DFP                | 6177    | 38,1 % | 0                                       |
| H. Faßhauer        | K/Handwerkerpartei | 791     | 4,9 %  | Schneider, Tuchhändler, Generalsekretär |
| Julius Grimm       | NLP                | 3138    | 19,4 % | 0                                       |
| Philipp Wasserburg | Zentrum            | 3927    | 24,3 % | Schriftsteller und Gerichtsassessor     |
| 0                  | SPD                | 2125    | 13,1 % | 0                                       |
| Sonstige           | 0                  | 32      | 0,2 %  | 0                                       |

Im zweiten Wahlgang gab es 16.107 abgegebene Stimmen und eine Wahlbeteiligung von 60,2 %. 16.076 Stimmen waren gültig.
| Kandidat           | Partei  | Stimmen | in %   | Anmerkungen                         |
| ------------------ | ------- | ------- | ------ | ----------------------------------- |
| Friedrich Schenck  | DFP     | 10.701  | 66,6 % | 0                                   |
| Philipp Wasserburg | Zentrum | 5375    | 33,4 % | Schriftsteller und Gerichtsassessor |

### 1887
1887 fand ein Wahlgang statt. Die Zahl der abgegebenen Stimmen betrug 20.952, die Wahlbeteiligung 76,1 %. 20.896 Stimmen waren gültig.
| Kandidat          | Partei | Stimmen | in %   | Anmerkungen |
| ----------------- | ------ | ------- | ------ | ----------- |
| Friedrich Schenck | DFP    | 11.337  | 54,3 % | 0           |
| Otto Sartorius    | NLP    | 7197    | 34,4 % | 0           |
| Franz Jöst        | SPD    | 2356    | 11,3 % | 0           |
| Sonstige          | 0      | 6       | 0,0 %  | 0           |

### 1890
Bei der Reichstagswahl 1890 einigten sich die Kartellparteien (NLP und Konservative) auf einen Wahlkreiskandidaten der NLP. Das Zentrum verzichtete auf einen Kandidaten und rief zur Wahl des Freisinnigen Kandidaten auf. 1890 fand ein Wahlgang statt. Die Zahl der abgegebenen Stimmen betrug 19.598, die Wahlbeteiligung 66,6 %. 19.551 Stimmen waren gültig.
| Kandidat          | Partei | Stimmen | in %   | Anmerkungen |
| ----------------- | ------ | ------- | ------ | ----------- |
| Friedrich Schenck | DFP    | 10.276  | 52,6 % | 0           |
| Julius Grimm      | NLP    | 4091    | 20,9 % | 0           |
| Emil Fleischmann  | SPD    | 5162    | 26,4 % | 0           |
| Sonstige          | 0      | 22      | 0,1 %  | 0           |

### 1893
Bei der Reichstagswahl 1893 war im Wahlkreis die Spaltung der Deutsche Freisinnige Partei in die rechtsliberale Freisinnige Vereinigung und die linksliberale Freisinnige Volkspartei von zentraler Bedeutung. Der freisinnige Wahlkreisabgeordnete Friedrich Schenck hatte sich der Freisinnigen Volkspartei angeschlossen, die Freisinnige Vereinigung stellte dagegen Rudolph Koepp auf. Koepp gelang es auch, die Unterstützung von NLP und Konservativen im Wahlkreis zu erhalten. Die Deutsche Soziale Partei trat mit der Unterstützung des BdL und des Deutschen Bauernbundes an.
1893 fanden zwei Wahlgänge statt. Im ersten Wahlgang betrug die Zahl der Wahlberechtigten 31.995, die Zahl der abgegebenen Stimmen 23.776, die Wahlbeteiligung 74,3 %. 23.721 Stimmen waren gültig.
| Kandidat          | Partei  | Stimmen | in %   | Anmerkungen                          |
| ----------------- | ------- | ------- | ------ | ------------------------------------ |
| Rudolph Koepp     | FrVg    | 6289    | 26,5 % | 0                                    |
| Julius Brade      | AS      | 1245    | 5,2 %  | Premier-Leutnant a. D. aus Wiesbaden |
| Heinrich Rody     | Zentrum | 5027    | 21,2 % | Dr. theol., Pfarrer in Oestrich      |
| Friedrich Schenck | FrVg    | 4895    | 20,6 % | 0                                    |
| Emil Fleischmann  | SPD     | 6253    | 26,4 % | 0                                    |
| Sonstige          | 0       | 12      | 0,1 %  | 0                                    |

In der Stichwahl lehnte die Freisinnige Volkspartei eine Unterstützung ihrer Schwesterpartei ab und gab die Abstimmung frei. Die Antisemiten riefen dagegen zur Wahl von Koepp auf. Das Zentrum rief zur Wahlenthaltung auf. Im zweiten Wahlgang gab es 21.679 abgegebene Stimmen und eine Wahlbeteiligung von 67,8 %. 21.436 Stimmen waren gültig.
| Kandidat         | Partei | Stimmen | in %   | Anmerkungen |
| ---------------- | ------ | ------- | ------ | ----------- |
| Rudolph Koepp    | FrVg   | 11.870  | 55,4 % | 0           |
| Emil Fleischmann | SPD    | 9566    | 44,6 % | 0           |

### Ersatzwahl 1897
Nach dem Tod von Rudolph Koepp kam es zu einer Ersatzwahl. Die Freisinnige Vereinigung, die im Wahlkreis nur wenige Mitglieder hatte, suchte nach einem Kandidaten, fand aber keinen. So kam es zu der äußerst seltenen Situation, dass die Partei, die den Wahlkreis bei der letzten Wahl gewonnen hatte, keinen eigenen Kandidaten aufstellte. Die Kartellparteien einigten sich erneut auf einen gemeinsamen Kandidaten von der NLP. Bei der Ersatzwahl am 9. Juni 1897 fanden zwei Wahlgänge statt. Im ersten Wahlgang betrug die Zahl der Wahlberechtigten 35.404, die Zahl der abgegebenen Stimmen 20.624, die Wahlbeteiligung 58,3 %. 20.570 Stimmen waren gültig.
| Kandidat                | Partei  | Stimmen | in %   | Anmerkungen |
| ----------------------- | ------- | ------- | ------ | ----------- |
| Louis Wintermeyer       | FrVg    | 6761    | 32,9 % | 0           |
| Eduard Bartling         | NLP     | 3058    | 14,9 % | 0           |
| Raymund Graf von Fugger | Zentrum | 5541    | 26,9 % | 0           |
| Max Quarck              | SPD     | 5207    | 25,3 % | 0           |
| Sonstige                | 0       | 3       | 0,0 %  | 0           |

Vor der Stichwahl riefen die Sozialdemokraten zur „strengsten Enthaltung“ auf. Die wurde ein wenig dadurch entwertet, dass Max Quarck öffentlich zur Wahl des Zentrumskandidaten aufrief. Die Konservativen riefen zur Wahl des Zentrumskandidaten oder Enthaltung auf. Kurz vor der Stichwahl einigten sich FVP und NLP: Die NLP rief zur Wahl des Freisinnigen Kandidaten auf, die Freisinnigen sagten im Gegenzug die Unterstützung des NLP-Kandidaten bei der nächsten Landtagswahl zu.
Im zweiten Wahlgang gab es 22.248 abgegebene Stimmen und eine Wahlbeteiligung von 62,8 %. 22.147 Stimmen waren gültig.
| Kandidat                | Partei  | Stimmen | in %   | Anmerkungen |
| ----------------------- | ------- | ------- | ------ | ----------- |
| Louis Wintermeyer       | FrVg    | 14.011  | 63,3 % | 0           |
| Raymund Graf von Fugger | Zentrum | 8136    | 36,7 % | 0           |

### 1898
Die Vertrauensmänner der NLP einigten sich auf die Unterstützung des konservativen Kandidaten. Abweichend davon rief aber die NLP im Amt Biebrich und dem Rheingau-Kreis zur Wahl des Freisinnigen Kandidaten auf. Auch die Freisinnige Vereinigung unterstützte Wintermeyer „trotz seiner Haltung in der Flottenfrage“.
1898 fanden zwei Wahlgänge statt. Im ersten Wahlgang betrug die Zahl der Wahlberechtigten 37.181, die Zahl der abgegebenen Stimmen 24.361, die Wahlbeteiligung 65,5 %. 24.296 Stimmen waren gültig.
| Kandidat          | Partei  | Stimmen | in %   | Anmerkungen                            |
| ----------------- | ------- | ------- | ------ | -------------------------------------- |
| Louis Wintermeyer | FrVg    | 7740    | 31,9 % | 0                                      |
| Hardtmuth         | DRP     | 3131    | 12,9 % | Amtsgerichtsrat in Wiesbaden, Dr. jur. |
| Felix Porsch      | Zentrum | 5368    | 22,1 % | 0                                      |
| Max Quarck        | SPD     | 8050    | 33,1 % | 0                                      |
| Sonstige          | 0       | 7       | 0,0 %  | 0                                      |

In der Stichwahl unterstützten Konservative, NLP und der BdL Wintermeyer. Das Zentrum machte seine Zustimmung davon abhängig, dass die Freisinnige Volkspartei im Gegenzug die Zentrum-Kandidaten im Wahlkreis 187 (Wiesbaden-Obertaunus) und 200 (Hanau) unterstütze.
Im zweiten Wahlgang gab es 25.808 abgegebene Stimmen und eine Wahlbeteiligung von 69,4 %. 25.704 Stimmen waren gültig.
| Kandidat          | Partei | Stimmen | in %   | Anmerkungen |
| ----------------- | ------ | ------- | ------ | ----------- |
| Louis Wintermeyer | FrVg   | 15.205  | 59,2 % | 0           |
| Max Quarck        | SPD    | 10.499  | 40,8 % | 0           |

### Ersatzwahl 1901
Nach dem Tod von Wintermeyer erfolgte eine Ersatzwahl. Vor der Wahl versuchte die NLP vergeblich, ein breites Wahlbündnis zu schließen. Die FVP lehnte jedoch das Angebot ab (danach hätte die NLP den linksliberalen Kandidaten bei der Landtagswahl unterstützt). Auch das Zentrum stellte lieber einen eigenen Kandidaten auf. Der Kandidat der NLP wurde so nur von den Konservativen unterstützt.
Bei der Ersatzwahl am 30. November 1901 fanden zwei Wahlgänge statt. Im ersten Wahlgang betrug die Zahl der Wahlberechtigten 40.824, die Zahl der abgegebenen Stimmen 28.814, die Wahlbeteiligung 69,1 %. 28.128 Stimmen waren gültig.
| Kandidat        | Partei  | Stimmen | in %   | Anmerkungen               |
| --------------- | ------- | ------- | ------ | ------------------------- |
| Hans Crüger     | FrVg    | 6400    | 22,8 % | 0                         |
| Georg Hatzmann  | BdL     | 944     | 3,4 %  | Landwirt in Niederneisen. |
| Eduard Bartling | NLP     | 5452    | 19,3 % | 0                         |
| Eduard Fuchs    | Zentrum | 5826    | 20,7 % | 0                         |
| Max Quarck      | SPD     | 9500    | 33,8 % | 0                         |
| Sonstige        | 0       | 6       | 0,0 %  | 0                         |

In der Stichwahl unterstützten Zentrum und Konservative den Linksliberalen Kandidaten. Die NLP zeigte sich uneins.
Im zweiten Wahlgang gab es 26.415 abgegebene Stimmen und eine Wahlbeteiligung von 64,7 %. 26.248 Stimmen waren gültig.
| Kandidat    | Partei | Stimmen | in %   | Anmerkungen |
| ----------- | ------ | ------- | ------ | ----------- |
| Hans Crüger | FrVg   | 14.902  | 56,8 % | 0           |
| Max Quarck  | SPD    | 11.346  | 43,2 % | 0           |

### 1903
Im Gegensatz zur vorherigen Wahl gelang es der NLP diesmal eine breite Unterstützung für ihren Kandidaten zu finden. Die Konservativen, der BdL und die Antisemiten unterstützten Bartling. Im Gegenzug sagte die NLP eine Unterstützung des konservativen Kandidaten bei der nächsten Landtagswahl zu.
1903 fanden zwei Wahlgänge statt. Im ersten Wahlgang betrug die Zahl der Wahlberechtigten 44.095, die Zahl der abgegebenen Stimmen 32.163, die Wahlbeteiligung 72,9 %. 32.097 Stimmen waren gültig.
| Kandidat        | Partei  | Stimmen | in %   | Anmerkungen                         |
| --------------- | ------- | ------- | ------ | ----------------------------------- |
| Hans Crüger     | FrVg    | 6177    | 19,2 % | 0                                   |
| Eduard Bartling | NLP     | 7607    | 23,7 % | 0                                   |
| Rudolf im Walle | Zentrum | 7441    | 23,2 % | Oberlandesgerichtsrat in Halle, MdL |
| Gustav Lehmann  | SPD     | 10.865  | 33,9 % | 0                                   |
| Sonstige        | 0       | 7       | 0,0 %  | 0                                   |

In der Stichwahl unterstützte das Zentrum die NLP, die beiden Freisinnigen Parteien veröffentlichten keine Empfehlung.
Im zweiten Wahlgang gab es 32.817 abgegebene Stimmen und eine Wahlbeteiligung von 74,7 %. 32.585 Stimmen waren gültig.
| Kandidat        | Partei | Stimmen | in %   | Anmerkungen |
| --------------- | ------ | ------- | ------ | ----------- |
| Eduard Bartling | NLP    | 17.833  | 54,7 % | 0           |
| Gustav Lehmann  | SPD    | 14.752  | 45,3 % | 0           |

### 1907
Die NLP versuchte ein Bündnis aller Parteien zu schaffen, die in der Herero-Frage übereinstimmten. Der Freisinn lehnte jedoch Bartling als gemeinsamen Kandidaten ab.
1907 fanden zwei Wahlgänge statt. Im ersten Wahlgang betrug die Zahl der Wahlberechtigten 46.461, die Zahl der abgegebenen Stimmen 40.120, die Wahlbeteiligung 86,4 %. 40.041 Stimmen waren gültig.
| Kandidat          | Partei  | Stimmen | in %   | Anmerkungen                            |
| ----------------- | ------- | ------- | ------ | -------------------------------------- |
| Alexander Alberti | FrVg    | 7645    | 19,1 % | 0                                      |
| Eduard Bartling   | NLP     | 10.792  | 27,0 % | 0                                      |
| Josef Wahl        | Zentrum | 8965    | 22,4 % | Lehrer an der Lateinschule in Eltville |
| Gustav Lehmann    | SPD     | 12.630  | 31,5 % | 0                                      |
| Sonstige          | 0       | 9       | 0,0 %  | 0                                      |

In der Stichwahl unterstützte der Freisinn Bartling. Das Zentrum unterstützte die SPD. Im zweiten Wahlgang gab es 38.141 abgegebene Stimmen und eine Wahlbeteiligung von 82,1 %. 37.484 Stimmen waren gültig.
| Kandidat        | Partei | Stimmen | in %   | Anmerkungen |
| --------------- | ------ | ------- | ------ | ----------- |
| Eduard Bartling | NLP    | 18.117  | 48,3 % | 0           |
| Gustav Lehmann  | SPD    | 19.367  | 51,7 % | 0           |

### 1912
Alle Verhandlungen über eine Zusammenarbeit der liberalen Parteien, um der SPD das Mandat wieder abzunehmen, scheiterten. Allerdings einigten sich Freisinn und NLP darauf, in der Stichwahl den erfolgreichen Kandidaten gegen die Sozialdemokraten zu unterstützen.
1912 fanden zwei Wahlgänge statt. Im ersten Wahlgang betrug die Zahl der Wahlberechtigten 50.449, die Zahl der abgegebenen Stimmen 42.652, die Wahlbeteiligung 84,5 %. 42.545 Stimmen waren gültig.
| Kandidat           | Partei              | Stimmen | in %   | Anmerkungen                                                           |
| ------------------ | ------------------- | ------- | ------ | --------------------------------------------------------------------- |
| Wilhelm Klingender | ChrS (WWVg)         | 274     | 0,6 %  | Generalmajor z.D.                                                     |
| Eduard Bartling    | NLP                 | 10.421  | 24,5 % | 0                                                                     |
| Ludwig Wilhelmi    | K                   | 598     | 1,4 %  | Oberstleutnant a. D., Mitbegründer der Konservativen Partei in Nassau |
| Georg von Kloeden  | parteilos (Zentrum) | 7089    | 16,7 % | Generalmajor z.D.                                                     |
| Albert Sturm       | FoVP                | 8922    | 21,0 % | Rentner in Wiesbaden                                                  |
| Gustav Lehmann     | SPD                 | 15.222  | 35,8 % | 0                                                                     |
| Sonstige           | 0                   | 19      | 0,0 %  | 0                                                                     |

Neben den Rechts- und Linksliberalen unterstützte auch das Zentrum Bartling in der Stichwahl. Im Gegenzug setzte sich Bartling für eine Unterstützung der NLP für den Zentrumskandidaten in Köln ein.
Im zweiten Wahlgang gab es 42.740 abgegebene Stimmen und eine Wahlbeteiligung von 84,7 %. 32.400 Stimmen waren gültig.
| Kandidat        | Partei | Stimmen | in %   | Anmerkungen |
| --------------- | ------ | ------- | ------ | ----------- |
| Eduard Bartling | NLP    | 23.951  | 56,5 % | 0           |
| Gustav Lehmann  | SPD    | 18.449  | 43,5 % | 0           |